# Andréas Kalamogdártis
Andréas Kalamogdártis (grec moderne : Ανδρέας Καλαμογδάρτης) né en 1779 à Patras et mort en 1850 était un combattant et homme politique grec qui participa à la guerre d'indépendance grecque.
Issu d'une des grandes familles patriciennes de Patras, il fit partie des otages emprisonnés par les Ottomans à Tripolizza au début de la guerre d'indépendance. Il en devint le gouverneur après la libération de la ville. Il fut ensuite gouverneur de Gastouni.
Il fut élu à l'assemblée nationale d'Astros en 1823. En 1828, Ioánnis Kapodístrias le nomma dans le Panellínion, le conseil gouvernemental ; il passa au Sénat quand celui-ci remplaça le Panellínion en 1829. Cette même année, il fut élu à la mairie de sa ville natale ainsi que député de l'assemblée nationale d'Argos.
Lors du choix du futur souverain, Andréas Kalamogdártis se prononça en faveur de Léopold de Saxe-Cobourg. Il participa malgré tout à l'administration régionale du Péloponnèse durant le règne d'Othon. Sa fille Kalliíopi Papalexopoúlou fut une des figures de l'opposition au roi.

## Sources
- (el) Phótios Chrysanthópoulos, Βίοι Πελοποννησίων ανδρών και των εξώθεν εις την Πελοπόννησον ελθόντων κληρικών, στρατιωτικών και πολιτικών των αγωνισαμένων τον αγώνα της επαναστάσεως, Athènes, Stávros Andrópoulos,‎ 1888, 335 p. (lire en ligne) p. 12
- (el) Parlement grec, Μητρώο Πληρεξουσίων, Γερουσαστών και Βουλευτών. 1822-1935, Athènes, Parlement grec,‎ 1986, 159 p. (lire en ligne) [PDF]